# Bombardier Challenger 600
Pour les articles homonymes, voir Challenger.
Dimensions
La série des Bombardier Challenger 600 est une famille d'avions d'affaires biréacteur de la catégorie super-intermédiaires, produit par Canadair à partir du début des années 1980. Cette dernière est devenue une filiale de Bombardier Aéronautique en 1986.

## Développement

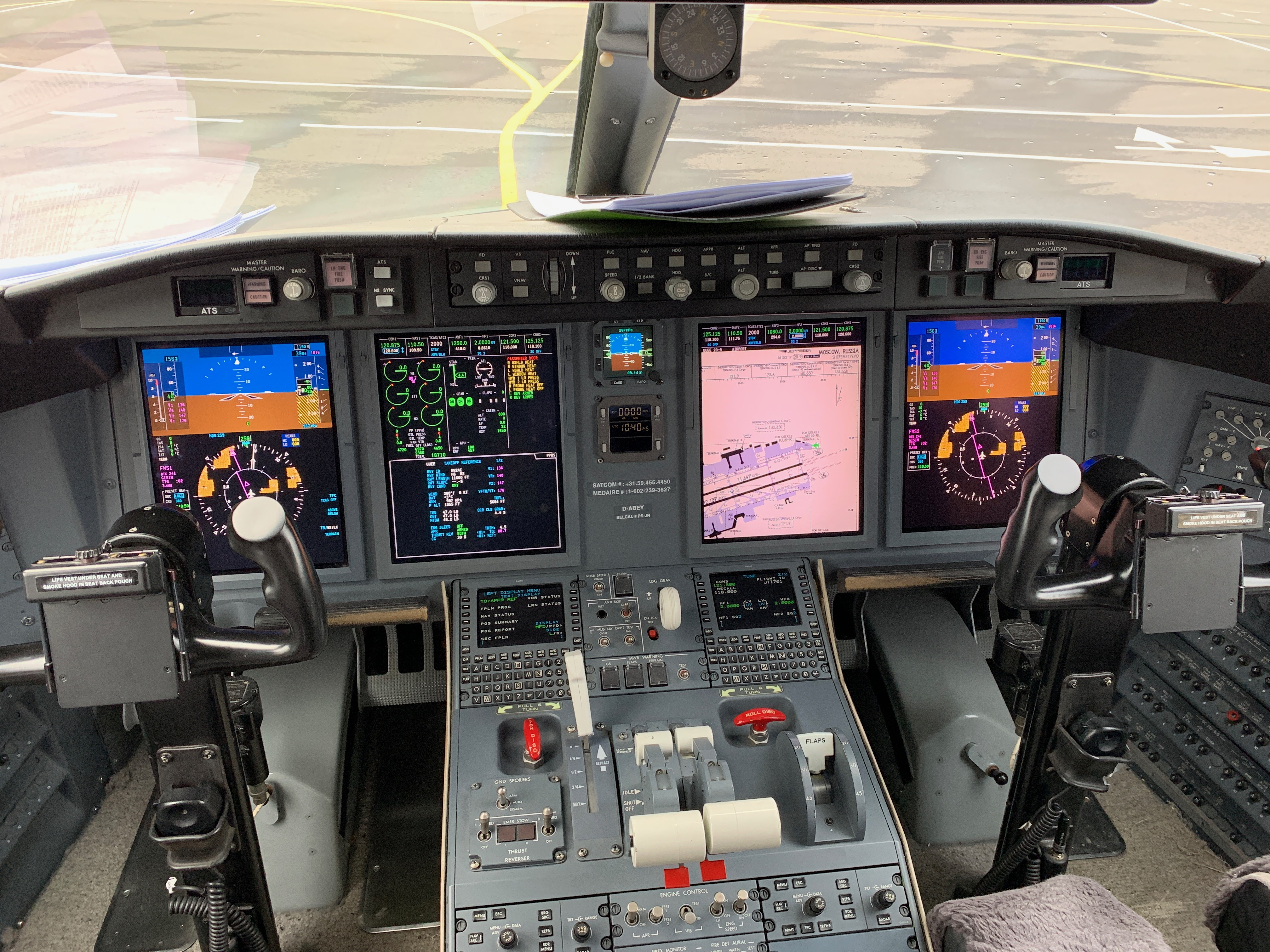
Cockpit du Challenger 600.

Les plans originaux sont dessinés en 1976 par Bill Lear (en), sept ans après qu'il a démissionné de la présidence de Learjet. Son nom original était le LearStar 600. Lear en vendit les droits exclusifs de production et de développement à Canadair qui le renomma CL-600 Challenger. Canadair garda la configuration générale de l'appareil de Lear mais fit des changements pour le rendre plus distinctif, en particulier le fuselage est élargi pour permettre le déplacement dans la cabine en vol. Ceci est hors du commun dans les jets d'affaires de l'époque.
Le 8 novembre 1978, le premier prototype prend l'air à Montréal, Canada. Le 3 avril 1980, un accident se produit lors d'un vol d'essai au-dessus du désert de Mojave. L'avion s'était mis en décrochage et le pilote en a perdu la maîtrise. Un des pilotes est tué pendant que l'autre a pu sauter en parachute. Les deuxième et troisième prototypes volent à partir de 1979.
Malgré l'accident, les résultats des tests sont concluants et Transports Canada, au Canada, et la FAA, aux États-Unis, accordent simultanément la certification de vol en 1980. Cependant, les deux agences avisent de certaines restrictions, incluant un poids maximal au décollage. Canadair retravaille les plans ensuite pour réduire le poids de l'appareil et augmenter son rayon d'action.

## Variantes

### CL-600
Le CL-600, version originale de production, est propulsé par deux réacteurs Avco Lycoming ALF-502L de 33,4 kN de poussée. Quatre-vingt-trois furent construits jusqu'en 1983. Soixante-seize furent modifiés sous la dénomination CL-600S et équipés de winglets qui avaient été introduites sur les CL-601-1A. Douze furent achetés par les forces armées canadiennes pour différents usages sous les vocables de CC-144, CE-144 et CX-144.
Caractéristiques :
- Masse maximale au décollage : 18,325 t ;
- Distance franchissable : 5 186 km.

### CL-601
Le CL-601-1A est une version améliorée du 600 qui inclut des ailettes marginales afin de réduire la traînée ainsi que de nouveaux réacteurs General Electric CF34-1A de 38,5 kN de poussée . La distance franchissable est augmentée à 6 232 km. Soixante-six furent construits dont quatre CL-144.
La version CL-601-3A est équipé de réacteurs améliorés et une planche de bord tout écran. C'est la première version sous l'administration de Bombardier. Les versions CL-601-1A/ER et CL-601-3R disposent de réservoirs supplémentaires dans l’empennage et permettent de franchir 6 639 km.
Caractéristiques  :
- Masse maximale au décollage : 19,550 t, 20,457 t avec réservoirs supplémentaires ;
- Distance franchissable : 6 232 km, 6 639 km avec réservoirs supplémentaires.

### CL-604

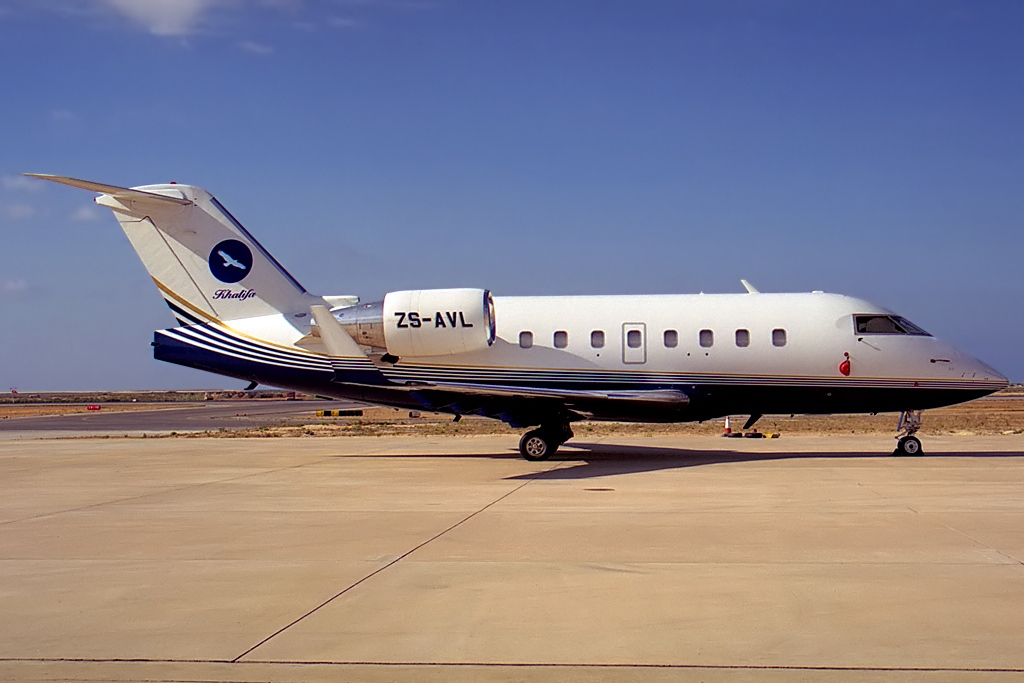
Bombardier Challenger 604 de Khalifa Airways

Le CL-604 est une révision majeure de la version 601 incorporant des moteurs plus puissants, de plus grands réservoirs, un tout nouveau train d'atterrissage, des améliorations aux ailes et à la queue ainsi que de nouveaux instruments électroniques de vol.
Le C-143A est la version militaire acquis à un seul exemplaire par la US Coast Guard en décembre 2005 pour sa section de contrôle de moyenne portée (Medium Range Command and Control Aircraft (MRC2A)).
Caractéristiques :
- Masse maximale au décollage : 21,864 t ;
- Distance franchissable : 7 458 km.

### CL-605

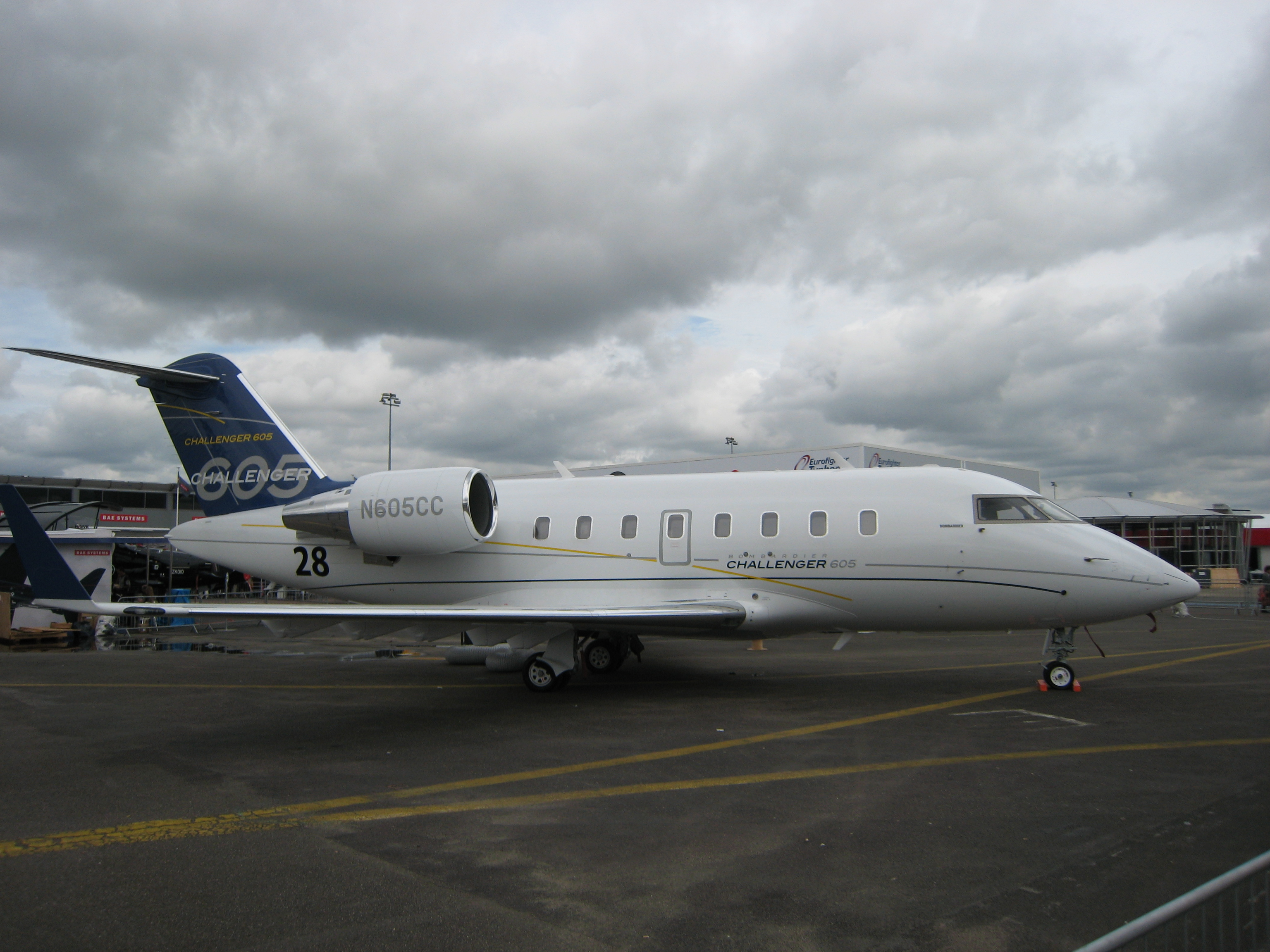
Bombardier Challenger 605 au Salon du Bourget

Le CL-605 est introduit au début de 2006 avec des améliorations sur le 604 dans l'avionique et la structure. Entre autres, on y retrouve de plus grands hublots de cabine et un nouvel affichage aux pilotes.
Caractéristiques :
- Masse maximale au décollage : 21,863 t ;
- Distance franchissable : 7 408 km (4 000 NM).

### CL-610
Le CL-610 Challenger E était supposé être une version allongée à vingt-quatre passagers mais le développement cessa en 1981 chez Canadair. Quelques années plus tard, Bombardier utilisa ce travail pour développer la famille des Bombardier Canadair Regional Jet originellement appelée « Challenger 800 ».

### CL-650
Le CL-650 dévoilé le 20 octobre 2014 est une version améliorée du 605. Il dispose d'une nouvelle avionique dérivée de celle des appareils haut de gamme de la famille Global. Il est équipé d'une nouvelle version plus puissante des réacteurs CF34-3B qui fournissant une poussée unitaire de 41 kN. Il est mis en service en 2015,.

## Utilisateurs

### Militaires et gouvernementaux
- Australie : 

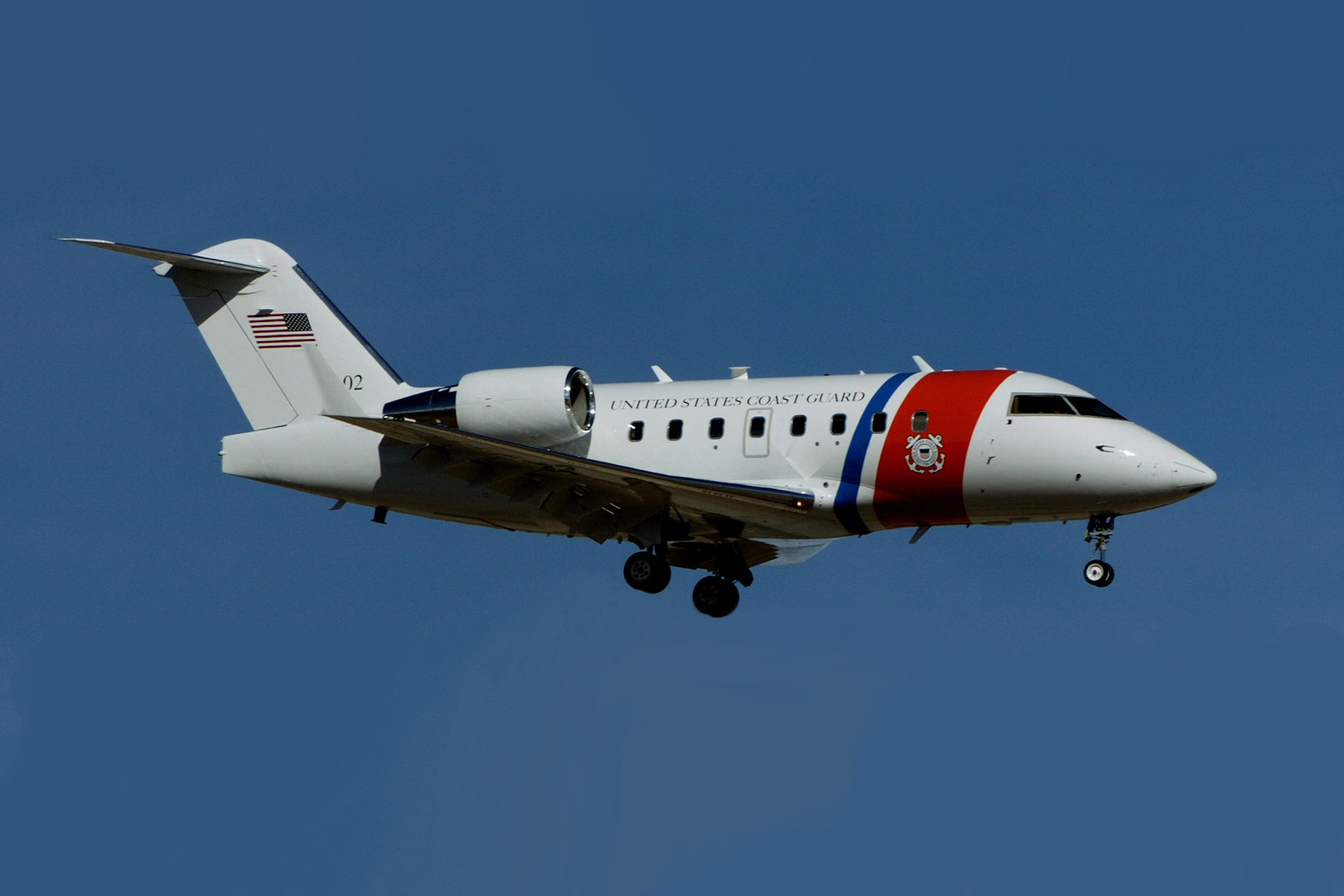
VC-143 des garde-côtes américains

  - RAAF, No. 34 Squadron RAAF : 3 x CL-604s
  - Australian Maritime Safety Authority (AMSA) opéré par Cobham Aviation : 4 x CL-604 pour la surveillance et la recherche et le sauvetage
- Canada : 
  - Aviation royale canadienne : désigné CC-144, 6 fin 2015[8] opéré par le No. 412 Squadron, et anciennement par le No. 434 Squadron, pour le transport des autorités gouvernementales[9].
  - Gouvernement du Québec : 2 CL601s, dont un pour évacuation médicale
- Croatie : Gouvernement de la Croatie (Agence gouvernementale/ex unités militaires)
- Danemark : Force aérienne royale danoise, 4 x CL-604 pour surveillance / patrouille maritime
- Émirats arabes unis : Force aérienne des Émirats arabes unis, 1 x CL-650, commandé en février 2019
- États-Unis : USAF et US Coast Guard désigné respectivement C-143 et VC-143
- Hong Kong : Government Flying Service : 2 CL605s en multipropriété.
- République tchèque : Force aérienne tchèque, 1 x CL-601 pour le transport des autorités gouvernementales.
- Suisse : Forces aériennes suisses, 2 x CL-604 pour le transport des autorités gouvernementales et l'évacuation médicale

#### Anciens utilisateurs militaires et gouvernementaux
- Allemagne : Luftwaffe, Flugbereitschaft des Bundesministeriums der Verteidigung : 7 x CL-601 de 1986 à 2011 (12+01 à 12+07)

### Civils
Algérie
- Khalifa Airways : 1 CL604

 Australie
- LifeFlight Australia (en) : 1 CL604 d'évacuation médicale

 Canada
- Air Tindi : 2 CL-601s
- North Cariboo Air (en): 1 CL601
- Shaw Communications: 2 CL604s
- Sunwest Aviation (en): 2 CL604s

 Luxembourg

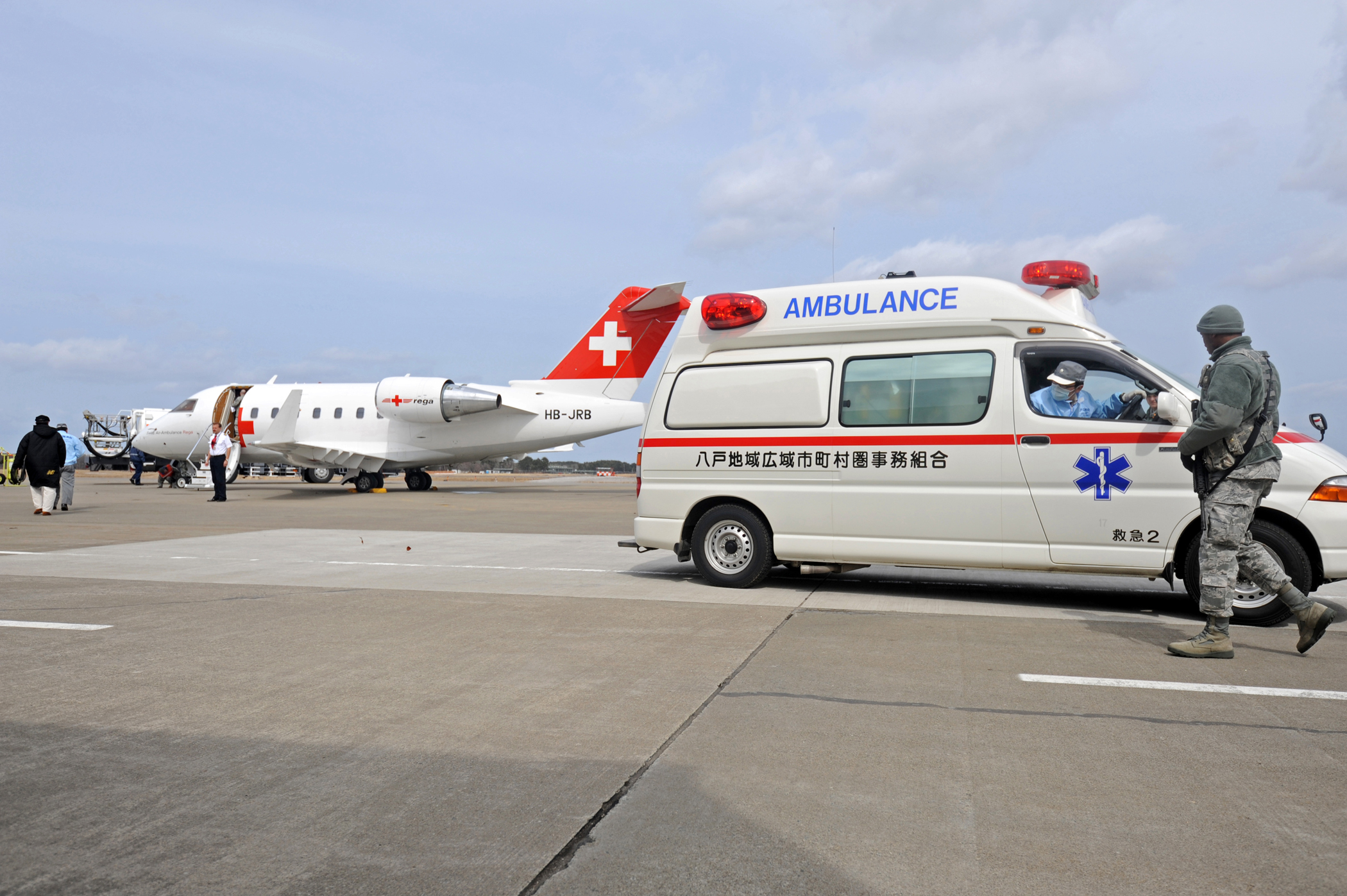
Évacuation médicale par la Rega après la catastrophe du Tōhoku en 2011

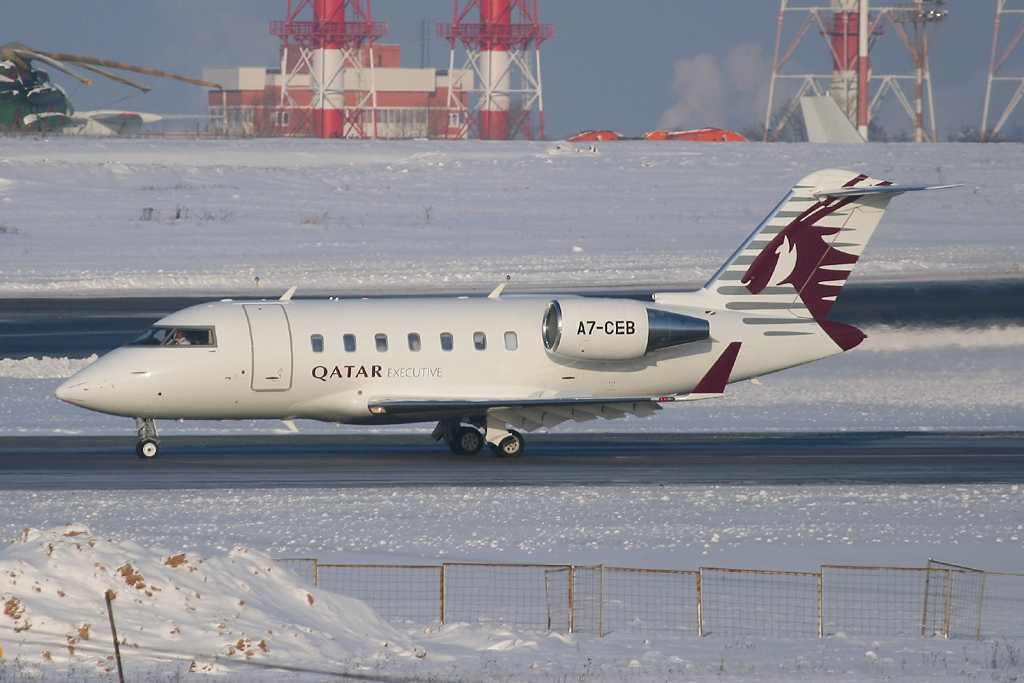
Qatar Executive

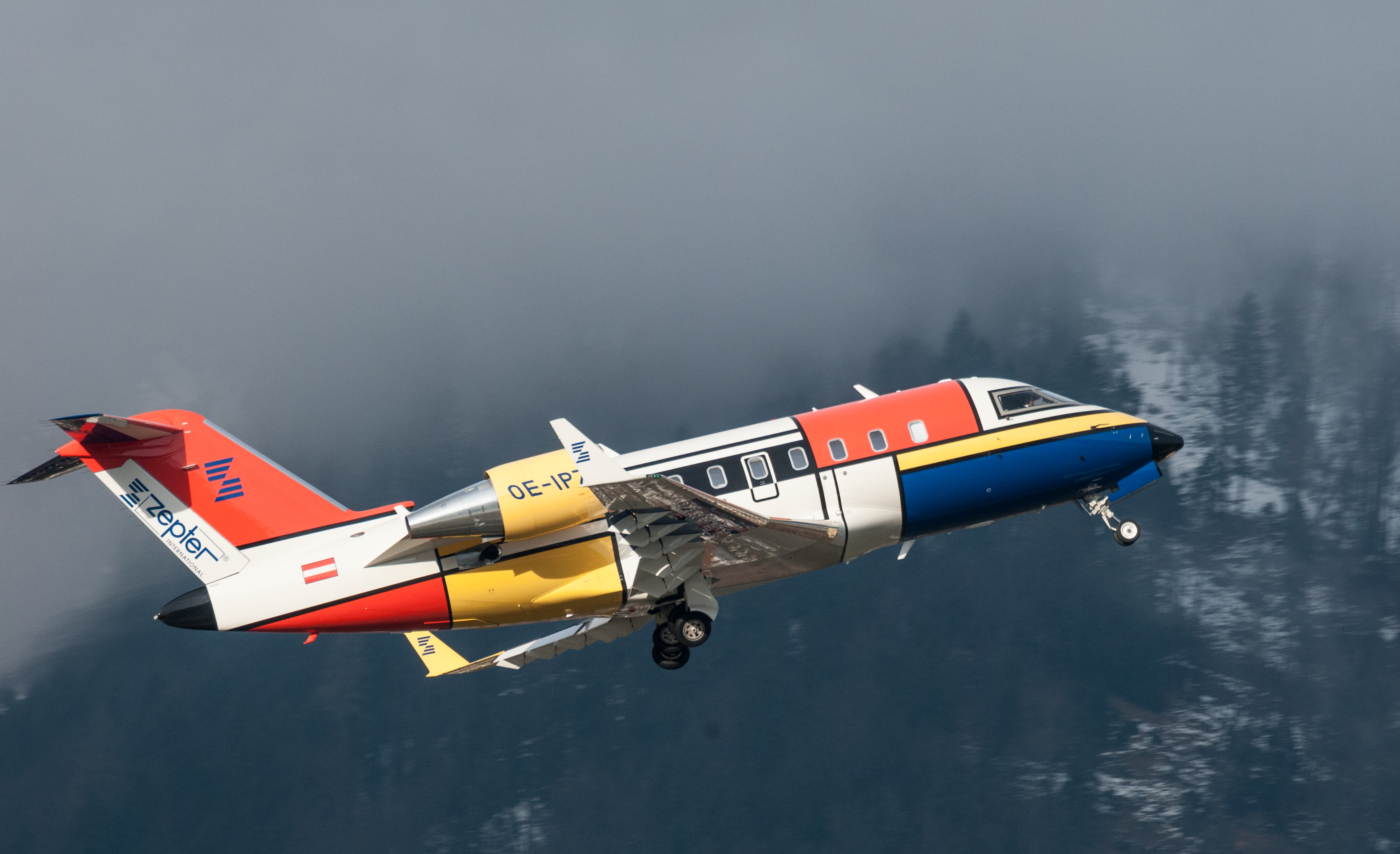
Zepter International

- Luxembourg Air Rescue : 1 CL605 d'évacuation médicale

 Émirats arabes unis
- Dana Executive Jets : 1 CL604s

 États-Unis
- West Coast Worldwide : 6 CL604s.
- Flex Jet : plusieurs CL604s et CL605s.

 Jordanie
- Arab Wings (en)

 Malaisie
- Hornbill Skyways (en) : 1 CL-605 pour vol exécutif de l'État

 Pakistan
- Princely Jets (id) : 1C604 et 1 C601-3R

 Qatar
- Qatar Executive (en) : 3 CL605

 Royaume-Uni
- Jet Exchange Ltd : CL604 et  CL605, vol charter
- SkyAngels Air Ambulance : 1 CL601-3R pour évacuation médicale

 Suisse
- Nomad Aviation
- Garde aérienne suisse de sauvetage (REGA), 3 Challenger CL-604 pour évacuation médicale immatriculés HB-JRA (2002), HB-JRB (2002) et HB-JRC  (2003). En 2018, ils sont remplacés par 3 CL-650 immatriculés HB-JWA, HB-JWB et HB-JWC (livraison fin 2018).
- VistaJet (en)

 Thaïlande
- Thai Airways: ancien opérateur

 Turkménistan
- Turkmenistan Airlines : 2 CL-605 pour le gouvernement[10]

## Accidents ou incidents
- Le 9 février 2024, un Challenger 604, avec cinq personnes à bord, s'écrase lors de son approche à l'aéroport de Naples (Floride, USA) à la suite d'une double panne moteur. Les pilotes tentent un atterrissage forcé sur une autoroute au cours duquel l'avion prend feu. Les deux pilotes périssent ; les 3 autres occupants sont blessés[11].